# 열공 망막 박리

망막이 박리된 모습. (화살표)

격자변성과 망막원공. (화살표)

열공망막박리란 망막에 구멍 (열공)이 생겨서 그 구멍을 통하여 망막하 공간으로 액체가 유입됨으로써 발생하는 망막박리를 말한다.
망막의 위축으로 인하여 발생하는 동그란 구멍을 원공이라고 하며, 망막을 당기는 힘이 과도하여 망막이 찢어진 것을 망막찢김이라고 한다. 또한 열공이 발생한다고 하여 모두 망막박리로 진행하는 것은 아니며, 원공보다는 찢김이 망막박리로 진행할 가능성이 높다.

## 위험 요소
특별한 원인이 없이 특발성으로 발생하는 경우가 많으나, 근시가 심한 경우나 외상의 병력이 있는 경우, 아토피, 미숙아망막병증을 앓았던 경우 등에서 위험이 증가한다. 격자변성은 특발성이면서, 또한 근시에서 그 빈도가 증가하는 망막주변부의 변성으로 원공이나 찟김을 일으켜 망막박리와 높은 연관을 가진다.

## 치료
망막박리로 진행하기 전에 열공이 발견되는 경우, 열공 주위에 레이저로 광응고를 시행하여 망막의 유착을 강화시킴으로써 예방이 가능하다. 그러나 망막박리로 진행하면 이러한 치료는 불가능하며 수술을 시행하여야 한다. 수술없이는 거의 모든 경우에서 진행하여 실명에 이르게 된다.
수술방법은 크게 공막돌융술과 유리체절제술의 2가지 방법이 사용된다. 공막돌융술은 안구 바깥쪽에서 실리콘 조각을 봉합하여 안쪽으로 함몰시킴으로써 열공을 막는 방법이며, 유리체절제술은 안구 안쪽으로 수술기구를 넣어 안구 내부를 채우고 있는 젤 상태의 유리체를 제거하고 망막하액을 흡입한 다음 가스나 실리콘 기름을 채워 망막을 유착시키는 방법이다.

## 예후
합병증이 없는 단순열공망막박리는 어느 수술방법을 사용하든지 1차 수술로서 90% 가량의 성공률을 보인다. 재발을 하는 경우 두가지 방법을 바꾸어 시행하거나 병용할 수 있으며, 2차, 3차 혹은 그 이상의 수술이 필요할 수 있다.
망막박리가 중심와를 침범하지 않은 경우에는 대부분 정상시력을 유지할 수 있다. 그러나 일단 중심와를 침범하면 성공적인 수술 후에도 정상시력의 회복은 흔하지 않다.
반복하여 재발하는 경우 시력 예후는 좋지 않으며, 특히 합병증으로 증식유리체망막병증이 발생하는 경우 수술 실패율이 높으며, 장기간 경과관찰에서 저안압과 안구위축의 위험이 높다.

## 참고 문헌
- 망막, 개정판 (한국망막학회) 내외학술 2004.[쪽 번호 필요]